# Kamienna Góra (stacja kolejowa)
Kamienna Góra – stacja kolejowa w Kamiennej Górze, w województwie dolnośląskim, w Polsce.

## Ruch pasażerski
| Rok  | Wymiana pasażerska na dobę |
| ---- | -------------------------- |
| 2017 | 10-19                      |
| 2022 | 150-199                    |
| 2023 | 200-299                    |

## Połączenia
Wg stanu na wrzesień 2023 roku połączenia (7 par kursów dziennie) obsługuje GW Train Regio na zlecenie spółki Koleje Dolnośląskie. W pociągach obowiązuje taryfa KD.

## Galeria

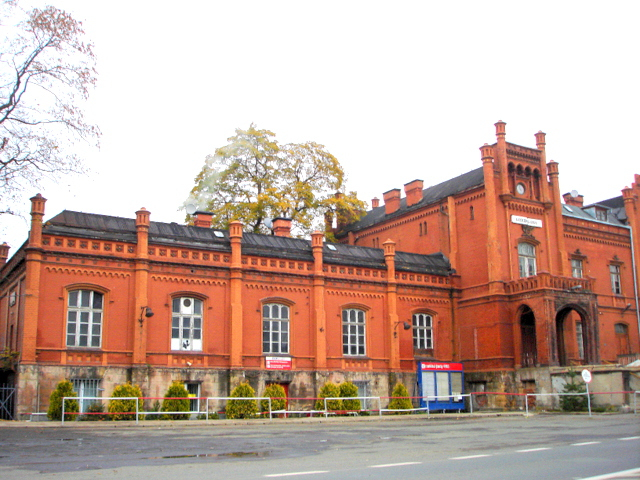
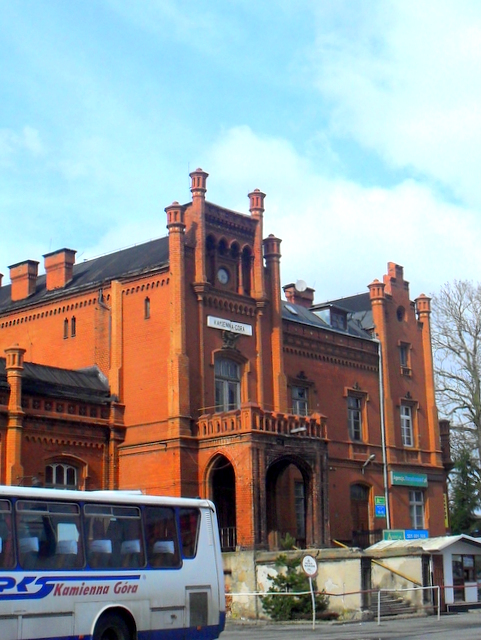
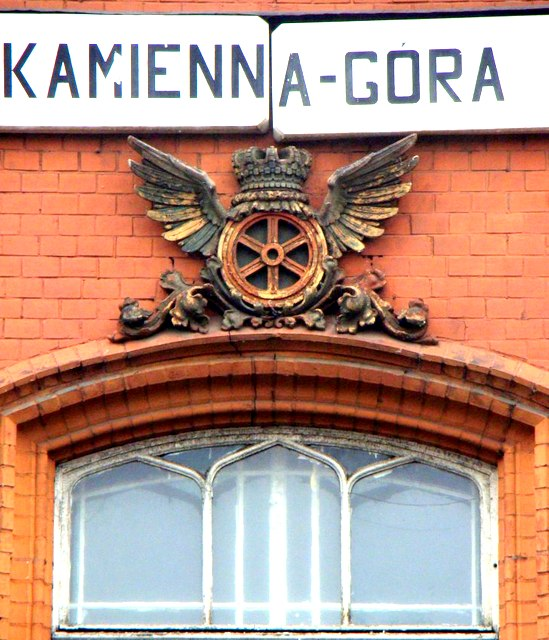
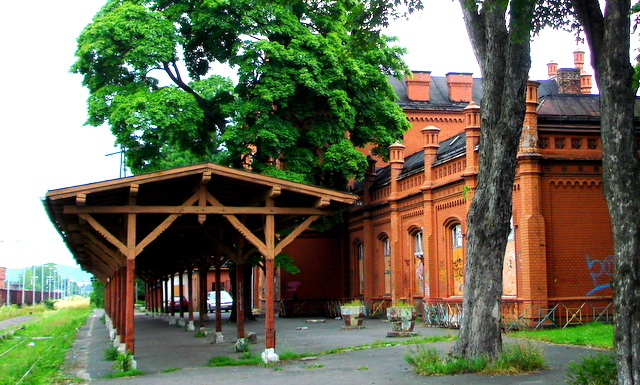